# Зубра-центр
Зубра-центр, також «Санта-Барбара» — торгово-розважальний центр у Львові, розташований за адресою проспект Червоної Калини, 109. Центр збудований 1994 року. Архітектори: Василь Каменщик, Анатолій Ващак, Євгенія Мінкова. Проект мікрорайону №22, частиною якого є Зубра-центр, здобув премію на огляді-конкурсі проектів у галузі містобудування й архітектури (організатори конкурсу: Держбуд УРСР і Союз архітекторів України).
У 1990-х роках популярним в Україні був американський телесеріал «Санта-Барбара». Характерна риса будівлі — арки, нагадували жителям зображення заставки популярного телесеріалу, й така назва закріпилася. 
«Санта-Барбарою» називають також частину Сихова, де розташований торговий центр, і зупинки громадського транспорту неподалік.